# Wiesława Barszczewska
Wiesława Barszczewska – polska chemiczka, dr hab. nauk chemicznych, profesor uczelni Instytutu Nauk Chemicznych i dziekan Wydziału Nauk Ścisłych i Przyrodniczych Uniwersytetu Przyrodniczo-Humanistycznego w Siedlcach (2012-2020).

## Życiorys
11 marca 1997 obroniła pracę doktorską Oddziaływanie elektronów termicznych w fazie gazowej, 12 maja 2009 habilitowała się na podstawie pracy zatytułowanej Procesy wychwytu elektronów w układach zawierających halogenopochodne węglowodorów. Objęła funkcję profesora nadzwyczajnego w Instytucie Chemii na Wydziale Nauk Ścisłych i Przyrodniczych Uniwersytetu Przyrodniczo-Humanistycznego w Siedlcach.
Piastuje stanowisko profesora uczelni Instytutu Nauk Chemicznych. W kadencjach 2012–2016 i 2016–2020 została wybrana na dziekana Wydziału Nauk Ścisłych i Przyrodniczych Uniwersytetu Przyrodniczo-Humanistycznego w Siedlcach.